# Lithophane illecebra
Lithophane illecebra là một loài bướm đêm trong họ Noctuidae.